# Gerard van Leur
Gerard van Leur (Utrecht, 9 juni 1917 - 14 december 1979) was een Nederlands voetballer. Hij staat in de boeken als de snelst scorende debutant in het Nederlands elftal. Hij speelde samen met zijn broer Ben bij DOS.
In de vriendschappelijke voetbalinterland Denemarken - Nederland, gespeeld op 23 oktober 1938 te Kopenhagen scoorde Gerard van Leur reeds in de 1ste minuut het openingsdoelpunt. Door doelpunten van Uldaler Kai (15e minuut), Frans van der Veen (20e minuut) en Christensen Reinholdt (83 minuut) werd het uiteindelijk 2 - 2. Het was de enige interland die Gerard van Leur ooit speelde. 